# Brook, Indiana
Brook är en ort i Newton County, Indiana, USA.